# LOL: Si te ríes, pierdes
LOLː Si te ríes, pierdes es un programa de televisión de competición de comedia. Se trata de la adaptación española del programa japonés; Hitoshi Matsumoto Presents Documental. Se estrenó el 14 de mayo de 2021 en Amazon Prime Video. El formato está dirigido por Rodrigo Sopeña y presentado por los comediantes Santiago Segura y Xavier Deltell.
La primera edición del formato contó con Silvia Abril, Yolanda Ramos, Edu Soto, David Fernández, Rossy de Palma, El Monaguillo, Paco Collado, Arévalo, Mario Vaquerizo y Carolina Noriega como concursantes.
El 30 de agosto de 2021 se anunció que el programa había renovado por una segunda edición con Silvia Abril como presentadora.

## Formato
Diez populares cómicos españoles competirán por ver quién puede mantenerse serio y a la vez hacer reír a sus oponentes en un periodo de tiempo y en diferentes estilos de la comedia como la interpretación o el stand-up, estarán vigilados por más de cincuenta cámaras que controlarán cada uno de sus movimientos.

## Equipo

### Presentadores
| Prime Video       | Prime Video | Prime Video |
| Ediciones         | 1.ª         | 2.ª         |
| Año               | 2021        | 2022        |
| ----------------- | ----------- | ----------- |
| Santiago Segura   |             |             |
| Xavier Deltell    |             |             |
| Silvia Abril      |             |             |
| Carolina Iglesias |             |             |

### Invitados
| Prime Video     | Prime Video | Prime Video |
| Ediciones       | 1.ª         | 2.ª         |
| Año             | 2021        | 2022        |
| --------------- | ----------- | ----------- |
| Cañita Brava    |             |             |
| Santiago Segura |             |             |
| Xavier Deltell  |             |             |
| Pepe Viyuela    |             |             |

## LOLː Si te ríes, pierdes (2021)
El 30 de septiembre de 2020 se anunció que Santiago Segura sería el encargado de llevar los mandos del programa. Días más tarde se confirmó que Silvia Abril, Anabel Alonso, Yolanda Ramos, Edu Soto, Arévalo y Mario Vaquerizo serían los concursantes. En octubre de ese mismo año se anunciaron el resto de concursantes y la baja de Anabel Alonso.

### Concursantes
| Nombre           | Procedencia | Edad    | Profesión                | Información     |
| ---------------- | ----------- | ------- | ------------------------ | --------------- |
| Mario Vaquerizo  | Madrid      | 46 años | Cantante                 | Ganador         |
| Edu Soto         | Barcelona   | 42 años | Humorista y actor        | 8.º expulsado   |
| Silvia Abril     | Barcelona   | 50 años | Cómica y actriz          | 7.os expulsados |
| David Fernández  | Barcelona   | 50 años | Humorista                | 7.os expulsados |
| El Monaguillo    | Marbella    | 47 años | Humorista y monologuista | 6.º expulsado   |
| Carolina Noriega | Madrid      | 47 años | Guionista y cómica       | 5.ª expulsada   |
| Rossy de Palma   | Palma       | 56 años | Modelo y actriz          | 4.ª expulsada   |
| Paco Collado     | Madrid      | 60 años | Actor y humorista        | 3.er expulsado  |
| Paco Arévalo     | Madrid      | 73 años | Humorista y actor        | 2.º expulsado   |
| Yolanda Ramos    | Barcelona   | 52 años | Actriz y humorista       | 1.ª expulsada   |

### Episodios
| Fecha      | Características del programa                                                                  |
| ---------- | --------------------------------------------------------------------------------------------- |
| 14/05/2021 | Programa 1 / Eliminación de Yolanda Ramos                                                     |
| 14/05/2021 | Programa 2 / Eliminación de Paco Arévalo                                                      |
| 14/05/2021 | Programa 3 / Eliminación de Paco Collado                                                      |
| 14/05/2021 | Programa 4 / Eliminación de Rossy de Palma y Carolina Noriega                                 |
| 14/05/2021 | Programa 5 / Eliminación de El Monaguillo                                                     |
| 21/05/2021 | Programa 6 / Ganadorː Mario Vaquerizo2.ºː Edu Soto / 3.ªː Silvia Abril / 4.ºː David Fernández |

## LOLː Si te ríes, pierdes (2022)
El día 30 de agosto de 2021 se anunció que el programa había renovado por una segunda edición con Silvia Abril y Carolina Iglesias como presentadoras. En octubre de ese mismo año se confirmó que Yolanda Ramos regresaría al programa como concursante.

### Concursantes
| Nombre          | Procedencia | Edad    | Profesión                   | Información   |
| --------------- | ----------- | ------- | --------------------------- | ------------- |
| Carlos Areces   | Madrid      | 45 años | Actor y dibujante           | Ganador       |
| Antón Lofer     | Barcelona   | 30 años | YouTuber y escritor         | 9.º expulsado |
| Luis Piedrahíta | La Coruña   | 44 años | Mago y humorista            | 8.º expulsado |
| Lorena Castell  | Barcelona   | 40 años | Presentadora y colaboradora | 7.ª expulsada |
| Anabel Alonso   | Baracaldo   | 56 años | Actriz y humorista          | 6.ª expulsada |
| Juan Amodeo     | Sevilla     | 28 años | Humorista e influencer      | 5.º expulsado |
| J. J. Vaquero   | Valladolid  | 48 años | Monologuista                | 4.º expulsado |
| Patricia Conde  | Valladolid  | 42 años | Presentadora                | 3.ª expulsada |
| Henar Álvarez   | Madrid      | 37 años | Guionista y humorista       | 2.ª expulsada |
| Yolanda Ramos   | Barcelona   | 53 años | Actriz y humorista          | 1.ª expulsada |

### Episodios
| Fecha      | Características del programa                                               |
| ---------- | -------------------------------------------------------------------------- |
| 20/05/2022 | Programa 1 / Presentación de los concursantes                              |
| 20/05/2022 | Programa 2 / Eliminación de Yolanda Ramos                                  |
| 20/05/2022 | Programa 3 / Eliminación de Henar Álvarez                                  |
| 20/05/2022 | Programa 4 / Eliminación de Patricia Conde y J. J. Vaquero                 |
| 20/05/2022 | Programa 5 / Eliminación de Juan Amodeo, Anabel Alonso y Lorena Castell    |
| 20/05/2022 | Programa 6 / Ganador: Carlos Areces2.º: Antón Lofer / 3.º: Luis Piedrahíta |

## Palmarés deLOLː Si te ríes, pierdes
| Edición                   | Fecha | Ganador         | 2.º lugar   | 3.er lugar                     |
| ------------------------- | ----- | --------------- | ----------- | ------------------------------ |
| LOLː Si te ríes pierdes 1 | 2021  | Mario Vaquerizo | Edu Soto    | Silvia Abril y David Fernández |
| LOLː Si te ríes pierdes 2 | 2022  | Carlos Areces   | Antón Lofer | Luis Piedrahíta                |

## Crítica
La página web Espinof lo califica de "cruce entre 'Gran Hermano' y 'No te rías que es peor' poco inspirado. Berto Molina en El Confidencial, alaba la idea y el casting de participantes, pero considera que las risas no son tantas como cabría esperar.